# Elung Paul Che
Elung Paul Che, né le 10 octobre 1968 à Tombel au Cameroun est un homme politique camerounais. Il est actuellement ministre, secrétaire général adjoint de la présidence de la République du Cameroun.

## Biographie

### Éducation et débuts
Elung Che Paul est originaire de Baseng, une localité de la région du Sud-Ouest du Cameroun. Sorti de l’École Nationale d'Administration et de magistrature (ENAM) en 1994, il intègre le service public en tant que chef du service de comptabilité et de la caisse à la trésorerie de Buéa, avant d'y occuper le poste de fondé de pouvoirs. Il travaille ensuite à Bamenda où il sera tour à tour directeur par intérim, puis directeur du trésor au ministère des Finances.

### Carrière
Après avoir occupé de nombreux postes dans le ministère des Finances, Paul Elung Che est nommé directeur de la Caisse de Stabilisation des Prix des Hydrocarbures (CSPH) le 26 avril 2013,. Il occupera ce poste jusqu'à son entrée dans le gouvernement. Le 2 mars 2018, il est nommé Ministre, Secrétaire Général Adjoint de la Présidence de la République par décret n°2018/192, et reconduit au même poste en 2019 par décret présidentiel n°2019/004 du 4 janvier 2019.